# 亜硝酸ナトリウム

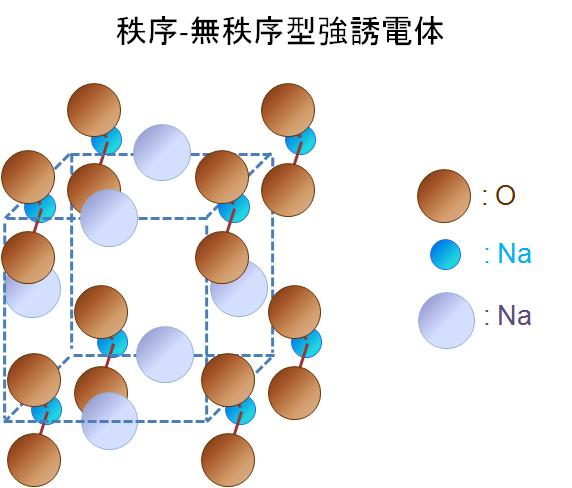
亜硝酸ナトリウムの強誘電状態での結晶構造

亜硝酸ナトリウム（あしょうさんナトリウム、Sodium nitrite、NaNO2）はナトリウムの亜硝酸塩である。別名は亜硝酸ソーダ。亜硝酸Naとよく略記される。工業薬品JIS K1472-83、試薬JIS K8019-92、食品添加物。毒物及び劇物取締法で劇物に指定。消防法で危険物第1類（酸化性固体）の亜硝酸塩類（酸化性固体亜硝酸塩類第1種酸化性固体(50kg)）。水質汚濁防止法で施行令第2条有害物質。食品の添加物として加工肉の発色剤・防腐剤として使われることが多い。

## 特徴
白色または黄色の斜方晶系の結晶で、市販品は粉末・棒状または粒状のものが多い。吸湿性・潮解性を示し水によく溶け、水溶液はアルカリ性となる。アルコールやエーテルには微溶解する。酸で分解すると三酸化二窒素を生じる。

## 特性と用途
代表的な秩序‐無秩序型の強誘電体のひとつとして知られる。金属の表面処理、発泡剤、熱処理剤のほかに、漂白、アゾ染料のジアゾ化、試薬等で用いられる。またニトロ化合物や酸化窒素の製造にも用いられる。防錆剤としてはコンクリート中の鉄筋腐食防止、滅菌剤としては医療器具消毒でほとんどのウイルスや細菌を不活性にする中水準消毒剤として用いられる。医療においては、青酸中毒の患者に解毒剤として用いられることがある。

## 取り扱い上の注意

### 燃焼
可燃物と混合した状態では容易に発火、燃焼する。特にアンモニア塩類やシアン化合物との混合状態では爆発の危険性がある。発火時は水で消火する。

### 廃棄
水溶液とし、攪拌するスルファミン酸溶液中に少しずつ加えて分解する。または水溶液として加温・攪拌しながら塩化アンモニウムを少しずつ加えて分解する。

### 急性毒性
劇物。致死量は約2gと言われる。高濃度の溶液を飲むと中毒症状を起こし、頭痛や吐き気、チアノーゼ、意識障害や痙攣などを発症する。皮膚接触での刺激は弱い。飲み込んだ際の応急処置は、牛乳や生の鶏卵などを飲ませ、吐き出させる。皮膚や目に付着した際には充分な水で洗い流す。

## 食品添加物としての評価

### 加工肉への添加
食品添加物としては、日本では肉加工品の塩せきに用いられている。これは、加工肉における、ボツリヌス菌の増殖や病原性大腸菌の毒素（ベロトキシン）増加を抑制する目的で添加が義務づけられている。また、亜硝酸ナトリウムには、加工肉の発色を良くしたり、熟成風味が醸成されるという利点もある。加工肉においては、ソルビン酸とともに亜硝酸ナトリウム塩が使用されるケースが多い。内閣府食品安全委員会の食品健康影響評価書『ソルビン酸カルシウム（2008年11月）』では、加工肉において、ソルビン酸と亜硝酸ナトリウムがしばしば共存することが指摘されている。また、この評価書では、「特定の実験環境において、これらの両物質が加熱されることによりDNA 損傷物質が産生されるが、加工肉において、形成されることを意味するものではない」と指摘されている。

### IARCの報告
2015年、WHOの研究機関IARCの作業部会において、赤肉や加工肉の摂取と十数種類のがんとの関連を調査した。これによると、赤肉の摂取と大腸癌、膵臓癌や前立腺癌との相関関係が観察されたため、ヒトに対して「おそらく発がん性がある」（グループ2A）と分類した。また、加工肉においては、大腸癌を引き起こすという十分な証拠に基づき、ヒトに対して「発がん性がある」（グループ1）と分類された。また、「加工肉を毎日50g以上食べた場合、50gごとに大腸がんを患う確率が18％上昇する」と報告されていた。IARC所長のクリストファー・ワイルド博士は、「個人の加工肉の消費は（この数字に比べて）十分に少ないが、肉の摂取量に応じてこのリスクは増加し、公衆衛生上無視できないものになる恐れがある。」とコメントした。また、同時に、赤肉には栄養価があるため、政府や国際規制機関はリスクと利点のバランスを考慮する必要があると述べている。

### 食品への添加基準
JECFA（FAO/WHO合同食品添加物専門家会議）の評価によると、亜硝酸ナトリウムのADI（1日摂取許容量：生涯にわたり毎日摂取し続けても影響が出ないと考えられる一日あたりの量）を「0－0.07 mg/kg bw/日」と評価している。これは、ラットを用いた 2年間の試験での心肺への影響に基づく NOAEL （無有害作用量）6.7mg/kg 体重/日（亜硝酸イオンとして）に安全係数 100 を適用し、算出されている。
日本では、厚生省の告示において、亜硝酸塩のADIは一人一日摂取量：0.284mg/人/日)、ADI比(ADI=3mg/人/日)：9.4％と定められている。これは、ラットを用いた 13週間飲水投与試験での 副腎皮質球状帯への影響に基づく NOAEL 1.47mg/kg 体重/日（亜硝酸イオンとして）に安全係数 50 を適用し、算出されている。また、食品添加物量の基準として、加工肉では0.07g/kg（0.007%）、魚肉加工肉では0.05g/kg（0.005%）、魚卵加工品では0.005g/kg（0.0005%）、という量が使用基準として指定されている。

## 合成
工業的な製法では、アンモニアを酸化して得た一酸化窒素と二酸化窒素を炭酸ナトリウムないし水酸化ナトリウムに吸収させて合成する。
{\displaystyle {\ce {Na2CO3 + NO + NO2 -> 2NaNO2 + CO2}}}
また、実験室では融解させた硝酸ナトリウムと鉛を加熱しながら反応させることで得られる。
{\displaystyle {\ce {NaNO3 + Pb -> NaNO2 + PbO}}}